# Vitgumpsfalk
Vitgumpsfalk (Neohierax insignis) är en fågel i familjen falkar inom ordningen falkfåglar.

## Utseende och läte
Vitgumpsfalken är en vacker liten falk med mörka vingar och helt rent vit undersida. Hanen har ljusgrått huvud, medan honan är bjärt roströd från hjässan och nerför ryggen. I formen verkar den rätt storhövdad och framtung, framför allt i flykten. Det långstjärtade profilen ger den ibland intrycket av en mycket liten Accipiter-hök.

## Utbredning och systematik
Vitgumpsfalken delas in i tre underarter med följande utbredning:
- Neohierax insignis insignis – förekommer i Myanmar (Irrawaddyflodens dalgång)
- Neohierax insignis cinereiceps – förekommer i södra Myanmar och i Thailand
- Neohierax insignis harmandi – förekommer i södra Indokina

### Släktestillhörighet
Vitgumpsfalk placerar traditionellt i släktet Polihierax med afrikansk pygméfalk. Genetiska studier visar dock att den snarare är systerart till äkta falkar i släktet Falco. Den urskiljs därför allt oftare till ett eget släkte, där Neohierax har prioritet.

## Levnadssätt
Vitgumpsfalken hittas i öppna och torra skogar och skogsbryn, i låglänta områden och förberg. Där ses den ofta i par.

## Status
Vitgumpsfalken tros minska i antal till följd av habitatförlust. Kunskapen om arten är dock begränsad. IUCN kategoriserar arten som nära hotad.